# 塔貝拉壩
塔貝拉壩（英語：Tarbela Dam），是巴基斯坦境內印度河上的一座水壩，也是世界最大的土石壩及第二大的結構體。
它座落於開伯爾－普赫圖赫瓦省哈利普爾縣，約在伊斯蘭瑪巴德西北邊50（31英里）處。壩體高於河床約485英尺（148），形成塔貝拉水庫，面積約250平方（97平方英里）。
該壩於1974年興建完成，是設計用來儲存印度河水，以便進行灌溉、洪水調節，以及發電。

## 外部連結
- A family trip to Tarbela Dam （页面存档备份，存于）